# Retribution (2023)
Retribution (bra: A Chamada; prt: Retaliação) é um filme de 2023, dos gêneros suspense e ação, dirigido por Nimród Antal a partir do roteiro de Chris Salmanpour. O filme é estrelado por Liam Neeson, Noma Dumezweni, Lilly Aspell, Jack Champion, Embeth Davidtz e Matthew Modine. É uma nova versão do filme espanhol de 2015 El desconocido.
Retribution foi lançado na França em 23 de agosto de 2023 e nos Estados Unidos em 25 de agosto de 2023.

## Sinopse
Enquanto leva seus filhos para a escola, o financista Matt Turner é repentinamente ameaçado por um agressor misterioso.

## Elenco
- Liam Neeson como Matt Turner[8]
- Noma Dumezweni como Angela Brickmann
- Lilly Aspell como Emily Turner
- Jack Champion como Zach Turner
- Embeth Davidtz como Heather Turner
- Matthew Modine como Anders Müller
- Arian Moayed como Sylvain El Hilali

## Produção
Retribution é uma coprodução estadunidense, francesa, alemã e espanhola da StudioCanal e da Studio Babelsberg Motion Pictures. Foi filmado principalmente no Studio Babelsberg de Potsdam e nas ruas de Berlim, onde a história se passa.
Anunciado originalmente em 2017, foi confirmado que Neeson estrelaria em novembro de 2020. Em maio de 2021, foi anunciado que Champion e Aspell foram escalados para interpretar o filho e a filha respectivamente do personagem de Neeson. Em junho de 2021, foi anunciado que Modine, Davidtz e Moayed participariam do filme. Em julho de 2021, Deadline Hollywood informou que Modine completou suas cenas que foram filmadas na Alemanha. A música do filme foi composta por Harry Gregson-Williams.

## Lançamento
Em novembro de 2022, a Lionsgate Films adquiriu os direitos de distribuição do filme para os Estados Unidos, o Canadá e a Índia da StudioCanal e da The Picture Company, colaborando posteriormente com a Roadside Atractions nos territórios antes mencionados e a PVR Inox Pictures na Índia em virtude de um acordo posterior para lançar o filme. O filme foi lançado na França em 23 de agosto de 2023 e nos Estados Unidos em 25 de agosto de 2023.